# Neurolepis glomerata
Neurolepis glomerata är en gräsart som beskrevs av Jason Richard Swallen. Neurolepis glomerata ingår i släktet Neurolepis och familjen gräs. Inga underarter finns listade i Catalogue of Life.